# Parafílax
Parafílax (em grego: Παραφύλαξ; romaniz.: Paraphýlax) foi um oficial militar do Império Bizantino que provavelmente foi responsável por comandar contingentes irregulares em cidades provinciais e supervisionar a ordem pública. Originalmente fora mencionado em selos como apo-eparca e então como hípato, estrator e espatário. Ele combinou as funções do comerciário e menos frequentemente as do cartulário geral com as do arconte.
O parafílax é atestado em vários selos dos séculos VII-IX provenientes de Creta, Salonica, Niceia, Abidos e talvez Éfeso. Segundo o Cletorológio de Filoteu de 899, o parafílax situava-se entre os oficiais de baixo nível na hierarquia imperial e exerceram função em castros. Em listas do século XI, parafílaces são citados como funcionários do fisco e comunidade (koinon) e são classificados entre oficiais militares de baixa patente ou entre aqueles envolvidos com o provisionamento do exército bizantino como os sinonários e oriários.